# Vilcabamba

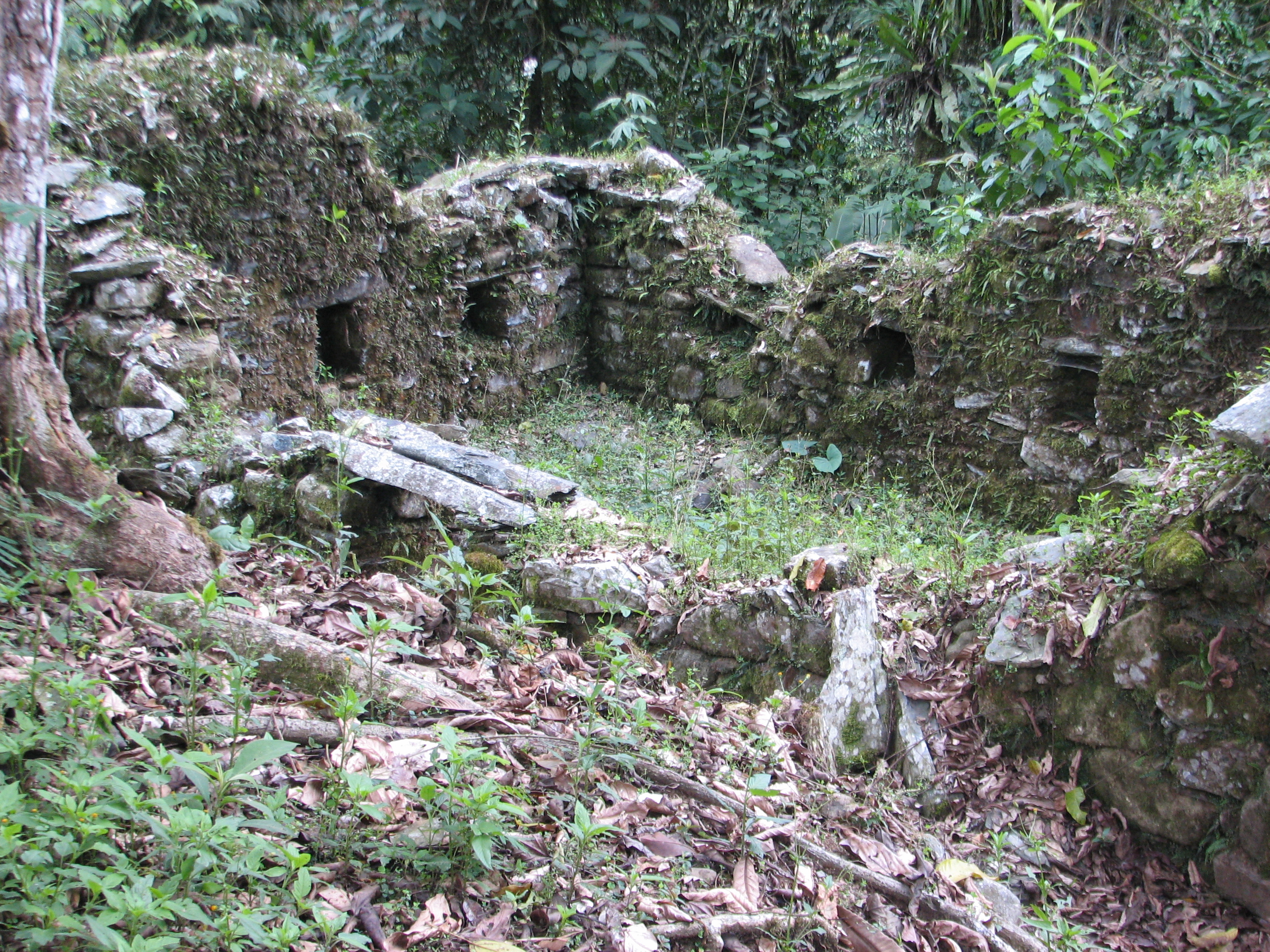
Ruína em Vilcabamba.

Vilcabamba (em língua castelhana), Willkapampa (em língua quíchua e língua aimará) ou Espíritu Pampa (tradução castelhana-quíchua para o termo willkapampa, que significa "planície sagrada") foi uma cidade inca fundada por Manco Capac II em 1539 no rio Chontabamba, um afluente do rio Urubamba. Foi o último refúgio do Império Inca, sucumbindo às forças espanholas e sendo destruída em 1572. Também é conhecida como Vilcabamba a Velha ou Velha Vilcabamba, para ser distinguida da cidade colonial espanhola de Vilcabamba a Nova.

## História
Manco Capac II se retirou de Ollantaytambo para Vitcos e, finalmente, para Vilcabamba. 

O Inca trouxe, consigo, todos os de sangue real que ele pôde encontrar, tanto homens quanto mulheres, e se retirou para as florestas selvagens dos Andes para um lugar chamado Vilcabamba onde ele viveu em exílio e solidão como um príncipe sem posses e sem herança, até que um dia foi assassinado por um espanhol que ele havia abrigado e protegido contra inimigos que queriam matá-lo.
Titu Cusi falou, de seu pai Manco Capac IIː 

Ele chegou, descansou, se recuperou por alguns dias e construiu suas casas e cabanas para se fixar ali, pois considerou o local apropriado para sediar uma capital.
O Estado Neoinca permaneceu no local por 33 anos, até ser destruído pelos espanhóis em 1572. 
Posteriormente, os espanhóis construíram uma cidade mineira a oeste da antiga Vilcabamba, no vale do rio Vilcabamba (um afluente do rio Urubamba), e a chamaram de "São Francisco da Vitória de Vilcabamba". 
Após sua destruição, a antiga Vilcabamba foi esquecida por três séculos, somente vindo a ser redescoberta por três cusquenhos, Manuel Ugarte, Manuel López Torres e Juan Cancio Saavedra, em 1892. Em 1911, o explorador estadunidense Hiram Bingham despertou a atenção mundial para os restos da cidade com seu livro "A cidade perdida dos incas", embora ele acreditasse que a mítica Vilcabamba, o último refúgio dos incas, fosse Machu Picchu.
Na década de 1960, as pesquisas de Antonio Santander Casselli e Gene Savoy finalmente associaram a localidade de Espíritu Pampa com a mítica Vilcabamba. 

## Citações
Esta cidade peruana foi utilizada nos jogos eletrônicos The Amazon Trail, Tomb Raider e Tomb Raider: Anniversary logo no primeiro nível, Peru. Esses jogos mostram-nos o ambiente dessa cidade inca, Vilcabamba.
Também é citada em livros comoː
- "Estrela do Mal" (2006), da série "O Poder dos Cinco", de Anthony Horowitz.
- "Vilcabamba" (2010), de Harry Turtledove, um conto de ficção científica que descreve uma invasão alienígena ao planeta Terra.